# National Eagle Repository

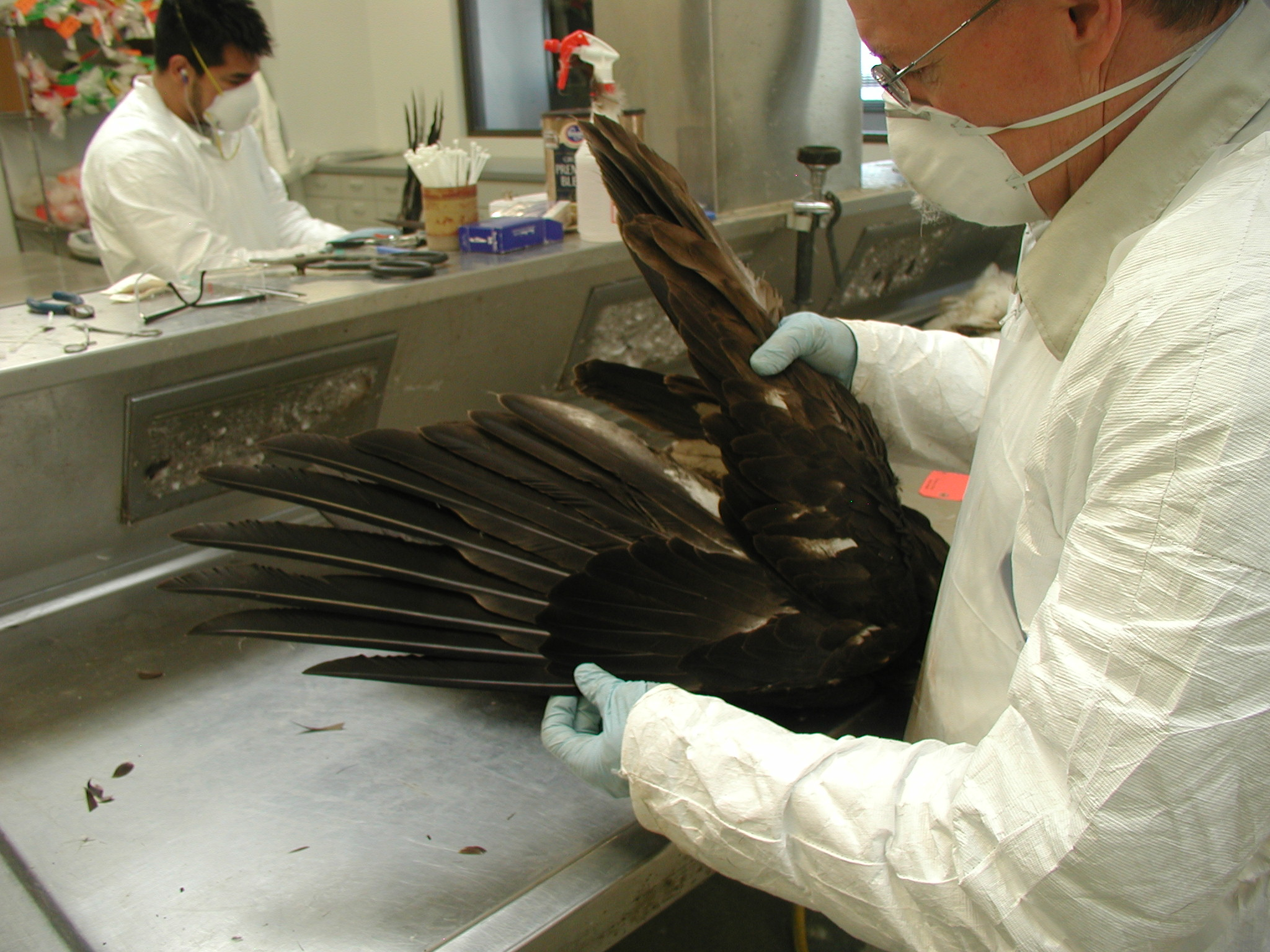
Weißkopfseeadler im National Eagle Repository

Das National Eagle Repository ist eine vom United States Fish and Wildlife Service (USFWS) betriebene Einrichtung in Commerce City nahe Denver, Colorado, die alle in den Vereinigten Staaten tot aufgefundenen Weißkopfseeadler und Steinadler sammelt und sie Indianern für kulturelle Zwecke zur Verfügung stellt.
Der Weißkopfseeadler als Staatssymbol der Vereinigten Staaten steht seit langem unter Artenschutz. Die Jagd auf Weißkopfseeadler ist in den USA seit 1940 vollständig verboten, das Gesetz wurde 1962 auf Steinadler erweitert. Ohne spezielle Genehmigung darf niemand lebende oder tote Tiere der beiden Arten oder Körperteile wie Federn oder Krallen, Eier und Nester besitzen, importieren, exportieren, kaufen oder verkaufen.

## Aufgaben

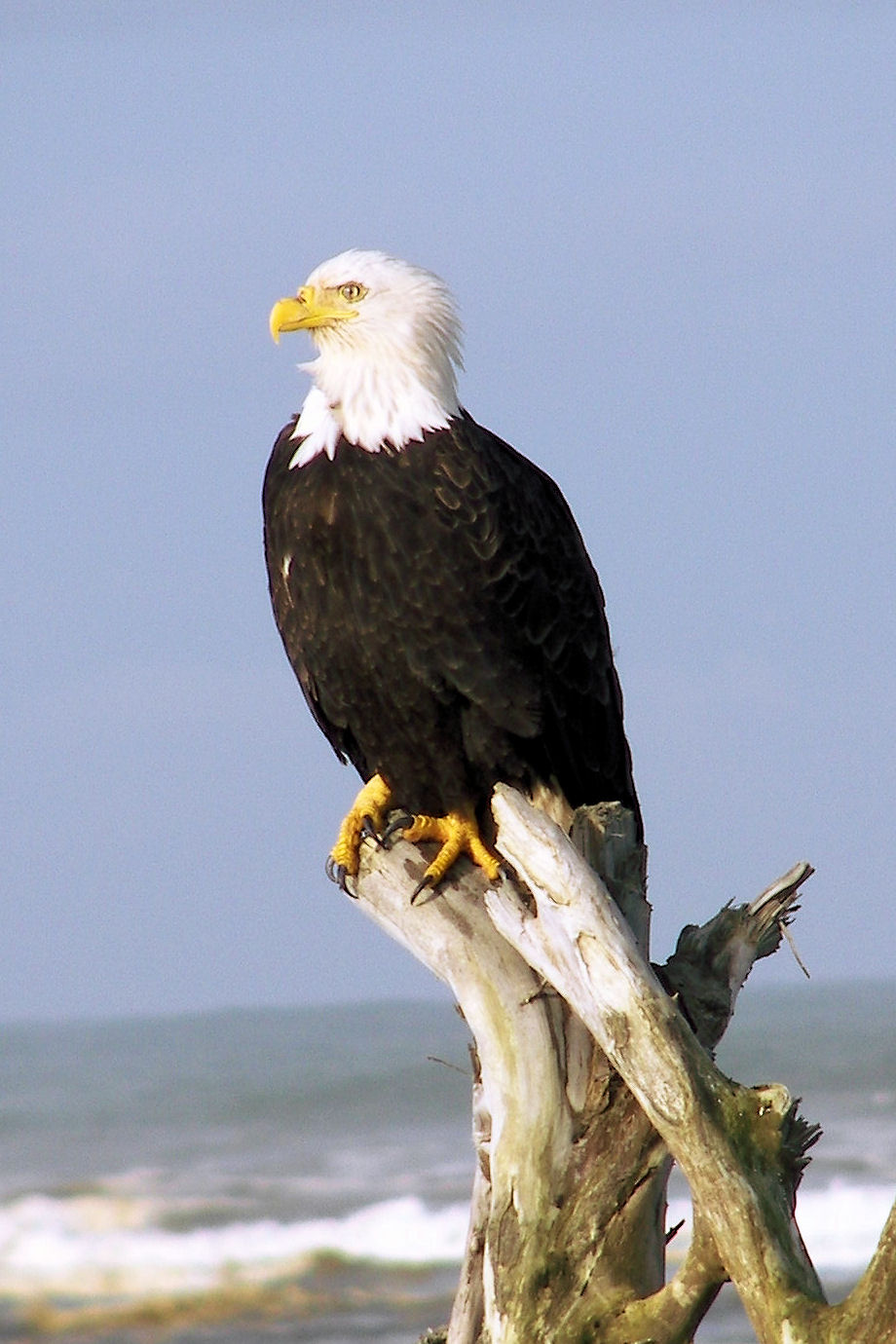
Weißkopfseeadler

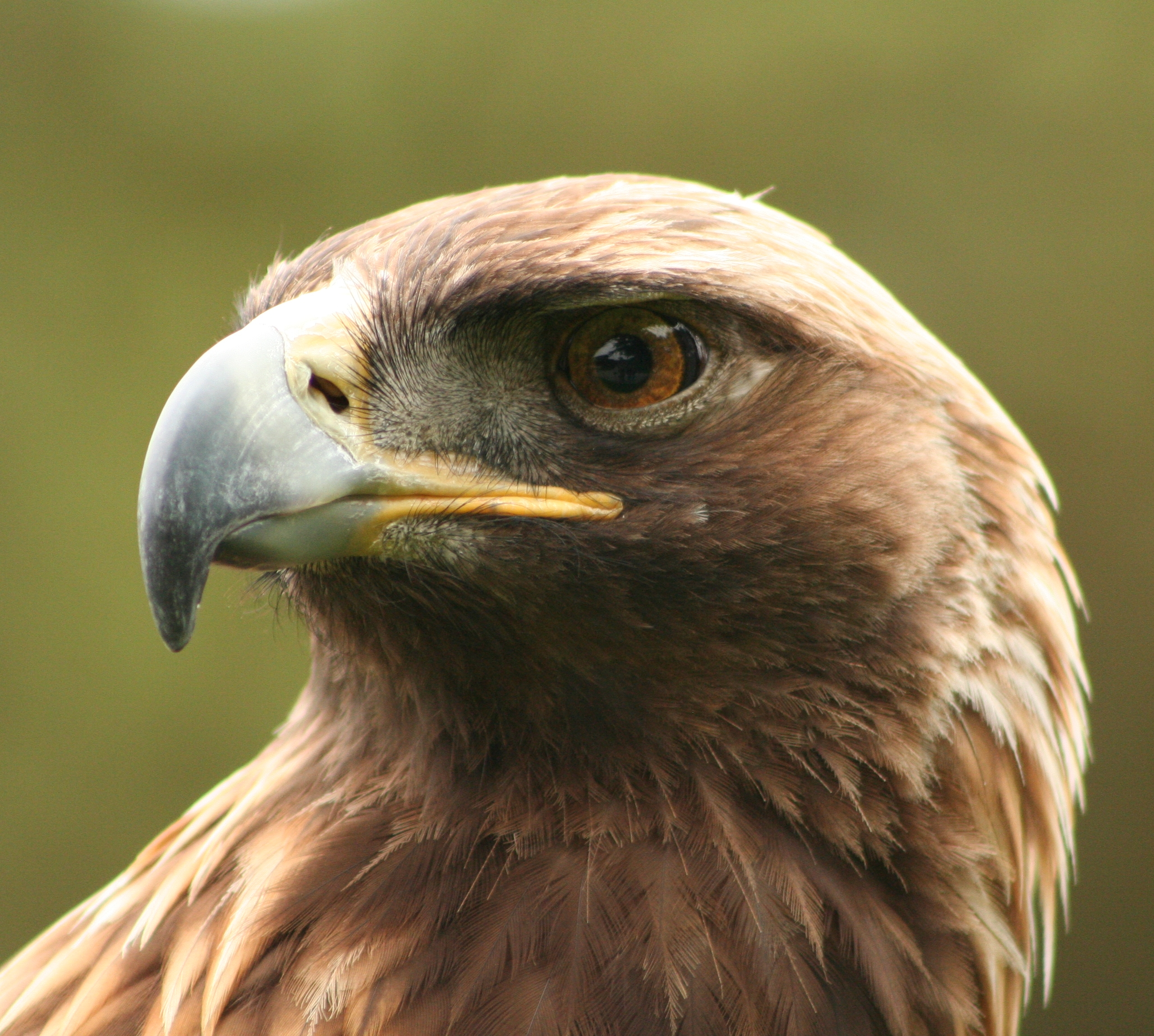
Steinadler

Alle Behörden müssen tot aufgefundene Exemplare der beiden Arten an das National Eagle Repository einschicken, wo die Exemplare registriert, vermessen und gewogen werden. Die meisten Tiere stammen aus Vogelschlag, insbesondere mit Autos, Stromschlägen an Freileitungen und Funden bei Wilderern. Außerdem senden Zoos und andere berechtigte Halter der beiden Arten ihre toten Tiere ein. Im Schnitt kommen jährlich etwa 2000 Tiere ganz oder in Teilen in die Sammelstelle.
Die registrierten Tiere werden anschließend an Indianer aus den nach Bundesrecht anerkannten Völkern versandt, die sie für religiöse und kulturelle Zwecke verwenden. Verderbliche Adlerteile werden dabei in Trockeneis gepackt und per Express-Sendung über Nacht versandt. Die bekannteste Nutzung ist die Verwendung von Adlerfedern im als Warbonnet bezeichneten Kopfschmuck. Adler und ihre Körperteile in indianischem Besitz dürfen an andere anerkannte Indianer vererbt oder nicht-kommerziell weitergegeben werden, ein Verkauf oder die Weitergabe an Nicht-Indianer ist eine Straftat.
Berechtigte können sich auf eine beim National Eagle Repository geführte Warteliste setzen lassen, Anfang 2010 beträgt die durchschnittliche Wartezeit für einen kompletten Adler etwa 3,5 Jahre bei rund 6000 Einträgen auf der Warteliste. Anträge auf einzelne Federn werden hingegen binnen weniger Wochen bedient. Mitte der 1970er Jahre stellten pro Jahr etwa 300 Indianer einen Antrag auf einen Adler oder Adlerteile, Mitte der 1990er Jahre waren es etwa 3.000 Anträge jährlich. 2012 war die Zahl der jährlichen Anträge bereits auf rund 4.500 gestiegen. Als Ursache gilt, dass sich immer mehr Indianer den überlieferten Kulturen zuwenden und für traditionelle Zeremonien Adlerfedern benötigen. Die Zahl der eingeschickten Adler wächst hingegen nicht.

## Behördengeschichte
Indianer, die vor allem die Adlerfedern für religiöse und kulturelle Zwecke benötigen, konnten lange nur mit großen Schwierigkeiten eine Genehmigung erhalten, die vom USFWS-Direktor persönlich erteilt werden musste. Daher kam es immer wieder zur ungenehmigten Jagd auf die geschützten Adler.
Das National Eagle Repository wurde Anfang der 1970er Jahre in Pocatello, Idaho gegründet, um ein legales Ventil zu schaffen. Das später in Ashland im Bundesstaat Oregon beim National Fish and Wildlife Forensics Laboratory angesiedelte Repository bezog anfangs Adler und Adlerteile hauptsächlich aus Beschlagnahmungen des USFWS und verteilte diese für kultische Zwecke an Indianer. Die verteilten Stückzahlen waren gering, Wartezeiten lang und der Beantragungsprozess bürokratisch.
1985 ging ein Rechtsstreit über die ungenehmigte Jagd auf geschützte Adler bis in die höchste Instanz. In U.S. vs. Dion entschied der Supreme Court, dass durch historische Verträge zwischen Stämmen und der US-Regierung eingeräumte Jagd- und Fischrechte (sogenannte treaty rights, die teils völkerrechtlichen Charakter tragen) durch den Kongress per Gesetzgebung eingeschränkt werden können. Die Verurteilung von Dwight Dion Sr., einem Stammesmitglied der Yankton-Sioux, wegen des ungenehmigten Abschusses von vier Weißkopfseeadlern auf dem Boden des Yankton-Reservates hatte Bestand.
Am 29. April 1994 verfügte US-Präsident Bill Clinton nach einem Treffen mit mehr als 300 indianischen Stammesvertretern ein Executive Memorandum, in dem die Sammlung und Verteilung von Adlern und Adlerteilen an Indianer für religiöse Zwecke durch das National Eagle Repository neu geordnet wurde. Infolge des Präsidentenbeschlusses zog das Repository 1995 nach Denver um und bekam einen Standort in der Rocky Mountain Arsenal National Wildlife Refuge, einer stillgelegten Produktionsanlage für Chemiewaffen.